# Dzerjínskoie
Dzerjínskoie (en rus: Дзержинское) és un poble de la república del Daguestan, a Rússia. Segons el cens del 2010 tenia 2.071 habitants.